# 馬克西米夫卡 (多利納區)
48°53′11″N 23°55′56″E / 48.88639°N 23.93222°E
馬克西米夫卡（烏克蘭語：Максимівка），是烏克蘭西部的村莊，隸屬伊萬諾-弗蘭科夫斯克州的卡盧什區。該村始建於1670年，面積4.08平方公里，2001年人口596，人口密度每平方公里146.1人。